# Asteromesa pleiades
Asteromesa pleiades är en fjärilsart som beskrevs av George Francis Hampson. Asteromesa pleiades ingår i släktet Asteromesa och familjen nattflyn. Inga underarter finns listade i Catalogue of Life.